# 光枪射击游戏
光槍射擊遊戲（或光线枪射击游戏，常简称为光枪游戏、光线枪游戏），是一种射击游戏，主要设计元素是使用光線槍瞄准并射击。光枪射击游戏以主人公为中心，射击敌人或无生命对象等目标。

## 概述
光线枪射击游戏通常使用動作類或恐怖主题，亦有以幽默、戏仿方式的。这些游戏通常使用“顺轨道行进”的移动方式，玩家仅控制瞄准；主人公其他动作由游戏决定。
使用此设备的游戏有时被称为“轨道射击”，但此术语还适用于“顺轨道”移动的其他类型游戏。某些，特别是后来的游戏，给与玩家更高的移动控制自由权，其他的主人公仍然完全不移动。

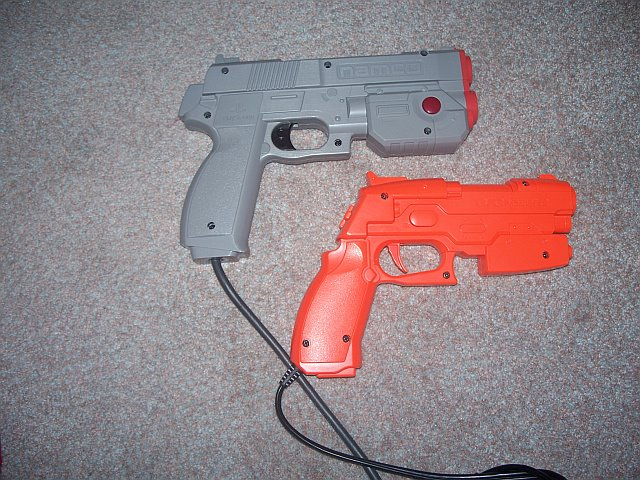
光槍遊戲專用控制器示意圖

## 歷史
光枪射击游戏使用“光線槍”控制器，其因使用光传感器功能而得名。在1930年代就有使用光线枪的机械游戏，但他们的运作与电子游戏有别。随着电子游戏在1970年代取代机械游戏，1980年出现了流行的光枪射击游戏，如在任天堂的紅白機上所推出的《打鸭子》 。
此类游戏在1990年代达到顶峰，并接着有由世嘉 推出涉及街機及SEGA Saturn的《VR战警》，其套路随后被Time Crisis光槍系列改进。 此类型游戏在新千年后式微，并由于兼容性受到阻碍，但依然在“怀旧”游戏性爱好圈中流行。